# 싸이올 분해
싸이올분해(영어: thiolysis)는 한 화합물을 두 개로 분리하는 싸이올과의 반응이다. 이 반응은 싸이올 대신 물을 포함하는 가수분해와 유사하다. 이 반응은 지방산의 β-산화에서 나타난다. 친핵체로서 벤질 메르캅탄을 사용하여 축합형 탄닌의 분해를 '싸이올분해'라고도 한다.

## 같이 보기
- 해당과정

## 참고 문헌
- 박성주. "Enantioselective thiolysis of cyclic anhydrides using thiourea organocatalysts" VOL.- NO.- 2010